# Менестрель

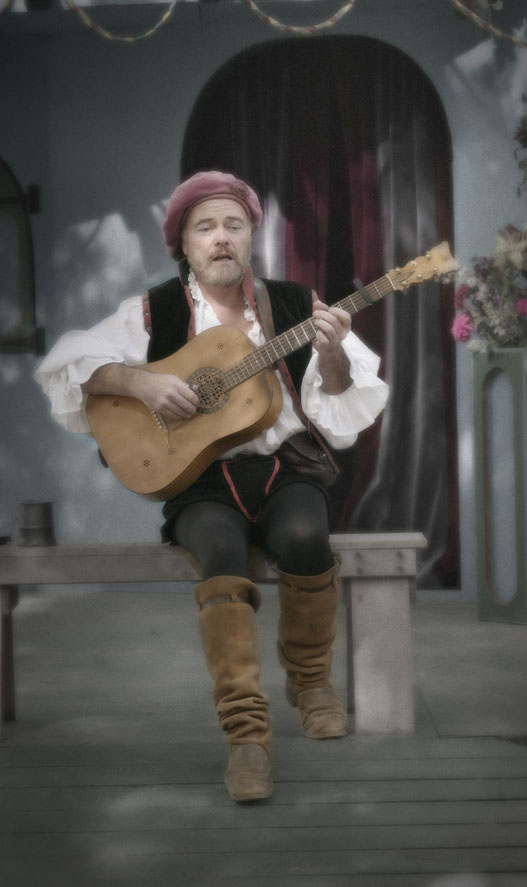
Современный менестрель Owain Phyfe

Менестре́ль (англ. minstrel, фр. ménestrier от лат. ministerialis — «слуга») — многозначный термин для поэта-музыканта в разные периоды европейской истории.

## Значения термина

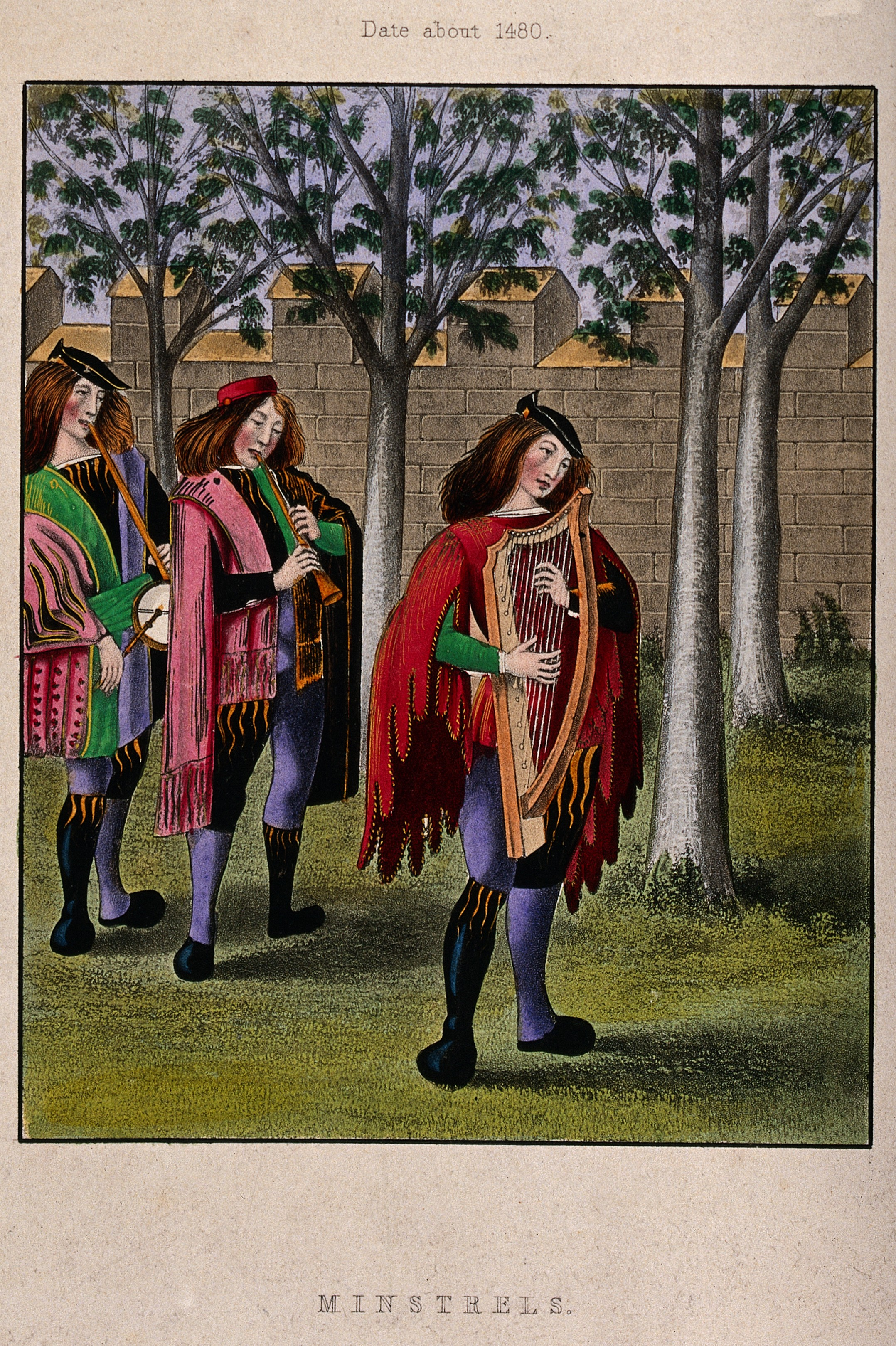
Английские менестрели. Литография с гравюры 1480 г.

- 1) общее название поэта-музыканта (в том числе женского пола), профессионального певца Средневековья (с XII в.) и раннего Возрождения, зарабатывавшего пением и игрой на музыкальных инструментах по памяти. Близкое по значению слово «жонглёр» (франц. jongleur) обычно трактуется более широко, в смысле затейника всякого рода (не только музыкант, но и рассказчик, шут, фокусник, акробат). Вследствие устной природы музыкального творчества менестрелей сохранившиеся нотные рукописи их сочинений немногочисленны; современные реконструкции культуры и обихода менестрелей основаны, главным образом, на литературных и иконографических свидетельствах. (См. Трубадуры, Труверы, Миннезингеры)
- 2) средневековый поэт-певец в романтической литературе XIX века;
- 3) Начиная со второй половины XX века — поэты-музыканты и исполнители авторской песни (профессионалы или любители) в среде ролевого движения, в том числе толкинистского фэндома;
- 4) «Менестрели» — последняя пьеса из первой тетради прелюдий Дебюсси.

## Средневековые менестрели

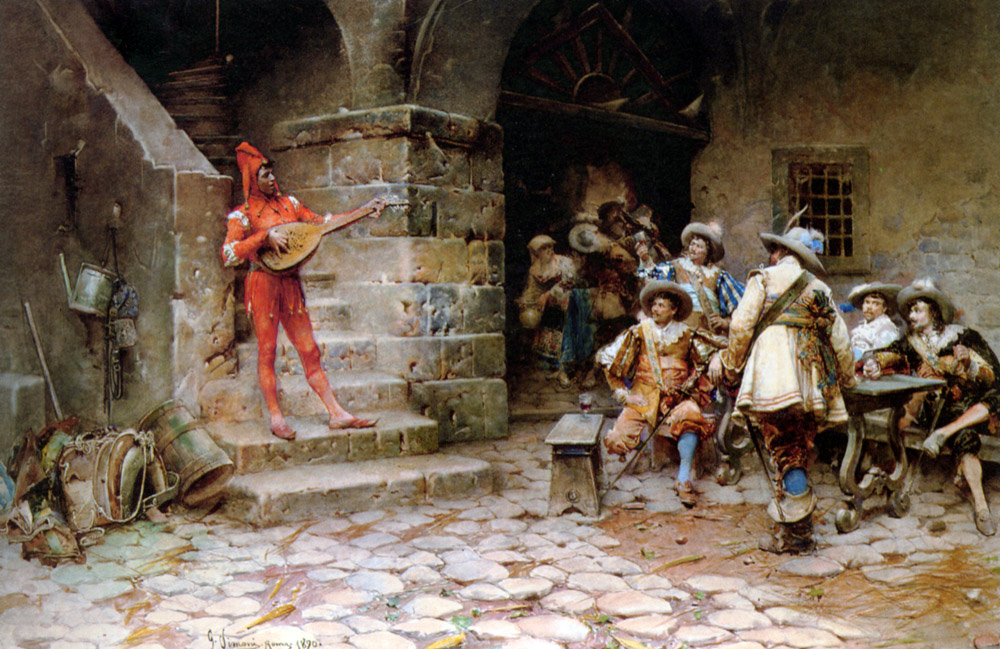
Менестрель. Худ. Густаво Симони, 1890 г.

В средневековых латинских текстах менестрелями называли различных по своему социальному положению лиц, находившихся на личной службе у сеньора и исполнявших при нём какую-нибудь определённую обязанность, (ministerium, однокоренное с нынешним министром); министериалом в этом смысле, то есть «служителем», мог называться и придворный поэт (versificator) или потешник (joculator), но слово «менестрель» не обозначало только поэтической профессии. В позднесредневековых французских и английских текстах [после XIII в.] оно используется как примерный синоним трувера или жонглёра. Во многих случаях это слово носит явно пренебрежительный оттенок как название потешника низшего сорта («грязный менестрель» — в «Игре о Робене и Марион»).

## Поздние менестрели
С XIV века слово менестрель понимается, в основном, в смысле светского профессионального (фр. ménestrandie — искусство менестреля) музыканта; все сведения, которыми мы располагаем о менестрелях XIV—XVIII вв., в частности, об их цеховой организации в городах Франции и Англии, относятся таким образом к истории не литературного, а музыкального быта.
В своей монографии М. Сапонов понимает термин «менестрель» в широком смысле, охватывая им широкий пласт средневековых музыкантов.